# Lince (DC Comics)
Lince (Cheshire, no original) é uma vilã assassina e mercenária do universo DC Comics, criada pelos desenhistas George Perez e Marv Wolfman. O seu alter-ego é Safira Nguyen.
Lince, durante um tempo, manteve um relacionamento com Roy Harper, o Arsenal, na época em que ele trabalhava para o governos dos EUA. A missão dele era se aproximar dela, ganhando sua confiança a fim de poder prendê-la. No entanto, eles se apaixonaram, e tiveram uma filha, Lian.
Recentemente, foi recrutada por Harpia através de Escândalo para formar uma equipe de vilões com o intuito de acabar com a Sociedade Secreta de Super Vilões liderada por Lex Luthor. Durante as missões manteve um caso com o Homem-Gato.